# Fu Baoshi
Fu Baoshi (xinès: 傅抱石) fou un pintor xinès contemporani, paisatgista i dissenyador de segells (amb tinta vermella). A partir de 1949 es va adherir, amb entusiasme, al projecte de la “Nova Xina” impulsada pel dirigents de la República Popular que acabava d'instaurar-se..nascut el 1904 nascut el 1904 a Xinyu província de Jiangxi i mort el 1965. Va ser director de l'”Escola de Pintura de la província de Jiangsu”. Va exercir el càrrec de sots-president de la “Federació d'artistes xinesos”. També va ser professor del “Departament d'Art de la Universitat Central de Nanjing”
Aquest artista, més aviat autodidacta, exponent del corrent tradicionalista tot fent servir mètodes occidentals, va ser un dels artistes preferits del president Mao Zedong. Va aprofundir els seus coneixements de la pintura xinesa al Japó, en un dels pocs viatges que va fer a l'estranger. En aquest país, a diferència de la Xina, existien exposicions públiques sobre art xinès (a la seva pàtria les grans obres pertanyien a particulars). En els seus treballs hi trobem aportacions de la pintura del Japó. Es va dedicar a traduir monografies japoneses sobre art xinès al mandarí. Pintava amb tinta sobre paper, fugint de la dependència de la cal·ligrafia i amb esquitxos i apartant-se del monocromatisme. Va destacar com a pintor de paisatges i de figures dels segles IV i III aC. Amb les noves orientacions de les autoritats comunistes, les seves pintures ja no representaven tant paisatges muntanyencs anteriors sinó fàbriques, avions, soldats, etc. No obstant, no caure en la temptació de les limitacions del realisme soviètic.
El Museu de Nanjing guarda una quantitat important de les seves obres més representatives.
És autor de diversos estudis sobre belles arts. Amb 25 anys va escriure “Sobre l'evolució de la pintura xinesa”. També ha realitzat investigacions sobre artistes que es van dedicar a la pintura de paisatges al llarga de la història del seu país.